# MELL
멜(MELL)은 일본의 가수로, I've Sound가 맨 처음 만든 악곡 《美しく生きたい》으로 처음 그룹활동을 시작했으며, 2006년 4월에 방영된 애니메이션 〈블랙 라군〉의 주제가《Red fraction》으로 솔로 데뷔하였다.

## 프로필
- 생년월일: 8월 1일
- 별자리: 사자자리
- 혈액형: B형
- 신장: 156cm
- 취미: 장미무늬의 잡화를 모음, 영화 감상
- 특기: 몇 시간이라도 멍할 수 있다.
- 좋아하는 음식: 인도·베트남계 요리
- 싫어하는 음식: 소면

## 음반

### 싱글
1. Red fraction
  - 블랙 라군의 여는 노래
2. Proof/no vain
  - 하야테처럼!의 닫는 노래
3. Virgin's high!/kicks!
  - 스카이 걸즈의 여는 노래
4. KILL
  - 斬~KILL~의 여는 노래＆닫는 노래
5. RIDEBACK
  - RIDEBACK의 여는노래
6. 殻の蕾

### 앨범
1. MELLSCOPE
2. Mirage